# Jagiellonia Białystok
Maillots
Actualités
Le Jagiellonia Białystok (prononcer /jaɡʲɛˈlɔɲa bʲaˈwɨstɔk/) est un club professionnel polonais de football basé à Białystok et fondé le 30 mai 1920. Le club tire son nom de la dynastie jagellonne qui régna sur une partie de l'Europe centrale entre le XIVe siècle et le XVIIIe siècle. Longtemps « anonyme », le Jagiellonia connaît depuis peu ses heures de gloire, ayant gagné ses deux premiers titres en 2010 et jouant les deux années suivantes la Ligue Europa.
Le club est présidé par Cezary Kulesza depuis le 20 janvier 2010.
Le Jagiellonia accueille ses adversaires depuis le 22 juillet 1972 au stade municipal de Białystok. Rénové entre 2008 et 2014, le stade peut recevoir jusqu'à 22 386 personnes.

## Histoire

### Repères historiques

#### La fondation et les débuts
Comme de nombreux clubs polonais, le Jagiellonia Białystok naît grâce à la présence militaire au sein de la ville, le 30 mai 1920, sous l’impulsion des soldats du quarante-deuxième régiment d'infanterie Jan Henryk Dabrowski. Fondé sous le nom de Wojskowy Klub Sportowy 42 PP, le club fait ses débuts contre le Korona Varsovie, sous les yeux notamment du maréchal Józef Piłsudski. Initialement, Białystok évolue en Klasa A dans la région de Wilno. Pendant dix ans, le club ne se fait pas trop remarquer, jusqu'en 1930 où les militaires flirtent avec l'accession en première division. En effet, après avoir remporté le championnat régional, Białystok perd lors des barrages contre le WKS 82 PP Osowiec deux buts à un. En 1932, les autorités municipales décident de fusionner le club avec celui d'athlétisme, pour donner le Białostocki Klub Jagiellonia Białystok. Ce nom est choisi pour être associé à l'histoire de la ville et de la région, liée à la dynastie jagellonne pendant plus de quatre siècles. Contre le Żydowskim Klubem Sportowym Białystok, l'autre club de Białystok, le Jagiellonia joue son premier match sous cette nouvelle appellation, et remporte le derby quatre buts à deux.
Mais en quelques années, le Jaga comme il est surnommé connaît de gros problèmes financiers, et doit demander de l'aide à l'armée. De cette façon, elle devient en 1936 le propriétaire du club, et choisit de changer son nom. Il devient ainsi le Wojskowy Klub Sportowy Jagiellonia, Wojskowy signifiant armée en polonais. Avec la Seconde Guerre mondiale, le club est logiquement délaissé, le championnat de district interrompu et les activités sportives interdites sous l'occupation nazie.
À l'automne 1945, après la libération de la ville, le Jagiellonia renaît, sous l'impulsion notamment de Karol Kowalczyński, joueur avant le conflit mondial. Mais peu de temps après, le Jagiellonia cesse d'exister et est remplacé par le Motor Białystok. Devenu en 1948 le Wici Białystok, puis le Związkowiec Białystok un an plus tard, le club est absorbé en 1951 par le Budowlani Białystok. En 1955, il retrouve son nom historique neuf ans après l'avoir perdu. Jusqu'en 1970, le Jaga ne connaît pas le succès et joue au niveau régional, comme cinquante ans auparavant. Mais à partir de cette année, il progresse et monte de division en division, jusqu'à accéder en 1975 et sous les commandes de Zbigniew Bani au deuxième niveau. Les deux premières années sont satisfaisantes, puisque le Jaga tourne autour de la dixième place, mais il chute lors de la saison 1977-1978. À nouveau en III Liga, le club retourne en deuxième division en 1983 en finissant premier de son groupe.

#### Cinquante ans pour connaître la première division
En 1987, le Jagiellonia Białystok accède pour la première fois à la première division après avoir surclassé les autres équipes du groupe est de II Liga (quinze points d'écart avec les deux autres poursuivants). Le 8 août 1987, il dispute son premier match de I Liga contre le Widzew Łódź au stade municipal et obtient le match nul un but partout devant plus de quarante mille personnes (soit la meilleure affluence de son histoire). Lors de ses deux premières saisons dans l'élite, le Jaga termine huitième à chaque fois. En 1989, il accède même à la finale de la Coupe de Pologne et est largement battu par le Legia Varsovie cinq buts à deux. Mais ces différents faits d'armes retombent sur le club, qui voit près de la moitié de son effectif partir vers les clubs les plus huppés de Pologne. En 1990, le Jagiellonia s'écroule en ne totalisant que treize points en trente matches. Cependant, Białystok se reprend tout de suite et joue la montée dès 1991. Mais il échoue à la différence de buts, possédant onze unités de retard sur le Widzew Łódź. L'année suivante, le scénario s'inverse, le Jagiellonia terminant à la deuxième place grâce à sa meilleure attaque. De retour en I Liga, il coule durant toute la saison, ne remportant que deux matches et terminant avec l'une des plus mauvaises défenses de l'histoire de la ligue (quatre-vingt-onze buts encaissés).

#### 1993-1999: la chute
Reversé en deuxième division, le Jaga n'arrive pas à refaire le coup de 1992 et finit sa mauvaise saison à la dixième place (sur dix-huit équipes). L'année suivante, il gagne un petit point par rapport à 1994, mais perd deux places. À chaque fois, il termine à plus de dix points des deux premières places. La saison 1995-1996 est encore plus terrible pour Białystok, qui retombe encore une fois dans ses travers et est relégué en troisième division. Alors qu'il pense pouvoir revenir facilement en II Liga, le club de Podlachie éprouve de nouvelles difficultés à remonter, et est même relégué en quatrième division en 1998. 

#### Retour au premier plan, et premières victoires

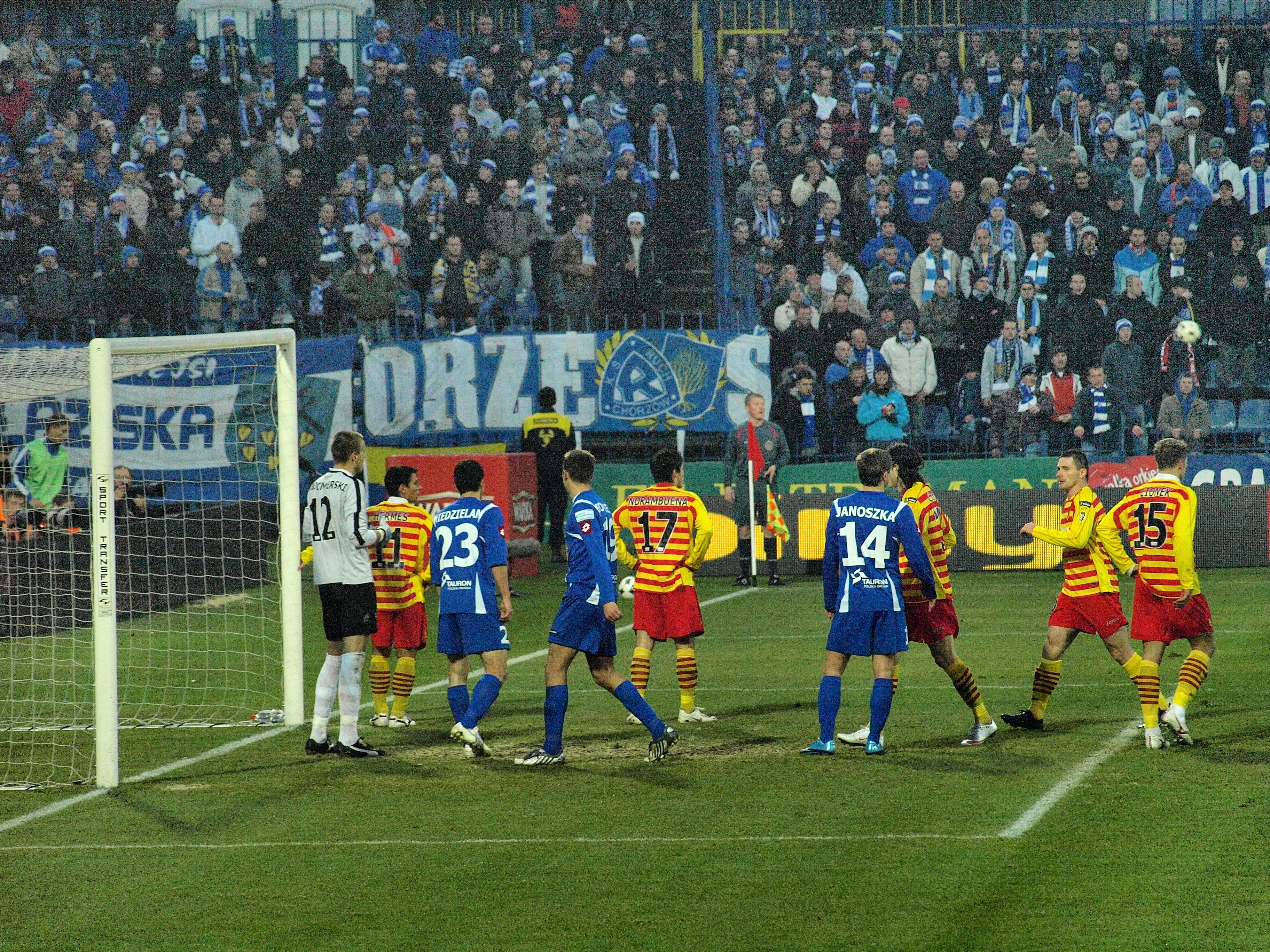
Corner lors du match Ruch Chorzów - Jagiellonia Białystok, le 9 novembre 2009.

Repris par Tadeusz Gaszyński, Wojciech Łazarek puis par Witold Mroziewski, Białystok parvient à se refaire et retrouve la deuxième division lors de la saison 2003-2004. Après une année de rodage, le Jagiellonia se met en route pour accéder à la première ligue. En 2006, il termine à la troisième place et affronte l'Arka Gdynia en barrage de promotion. Malmené à domicile, il n'arrive pas à renverser la tendance à Gdynia et échoue donc aux portes de la I Liga. Emmené par ses deux buteurs Vuk Sotirović et Remigiusz Sobociński, le Jaga profite des soucis financiers du Polonia Bytom pour prendre la deuxième place la saison suivante et monter en première division. Après quinze ans d'absence, Białystok et ses supporters regoûtent donc aux rencontres face aux « gros » de Pologne, et luttent pour le maintien avec le Widzew et Bytom. Quatorzièmes à l'issue de la saison 2007-2008, les jaunes et rouges se dirigent vers le barrage, mais l'évitent finalement grâce aux relégations pour corruption du Zagłębie Lubin et du Korona Kielce,. Alors qu'il entame sa deuxième saison dans l'élite, le Jaga est rattrapé par ses actes dans cette affaire, ayant truqué six matches de II Liga lors de la saison 2004-2005. Initialement relégué en deuxième division, le club fait appel et à une courte majorité (cinq voix contre quatre), il se voit finalement pénalisé de dix points par la fédération pour la saison suivante et contraint de payer une amende de trois cent mille złotys. Sur le plan sportif, l'année est satisfaisante, le club progressant de cinq places au classement. Commençant la saison 2009-2010 à la dernière place, le Jaga refait vite son retard et atteint la première partie de tableau. Sans enjeu en fin de saison, Białystok tombe finalement à la onzième place. Il fait également un très bon parcours en coupe nationale, éliminant tous les clubs de première division qui se mettent sur son passage et affrontant en finale le Pogoń Szczecin. Maîtrisant globalement le match, les hommes de Michał Probierz inscrivent une première ligne au palmarès du club, et se qualifient pour le troisième tour de la Ligue Europa.

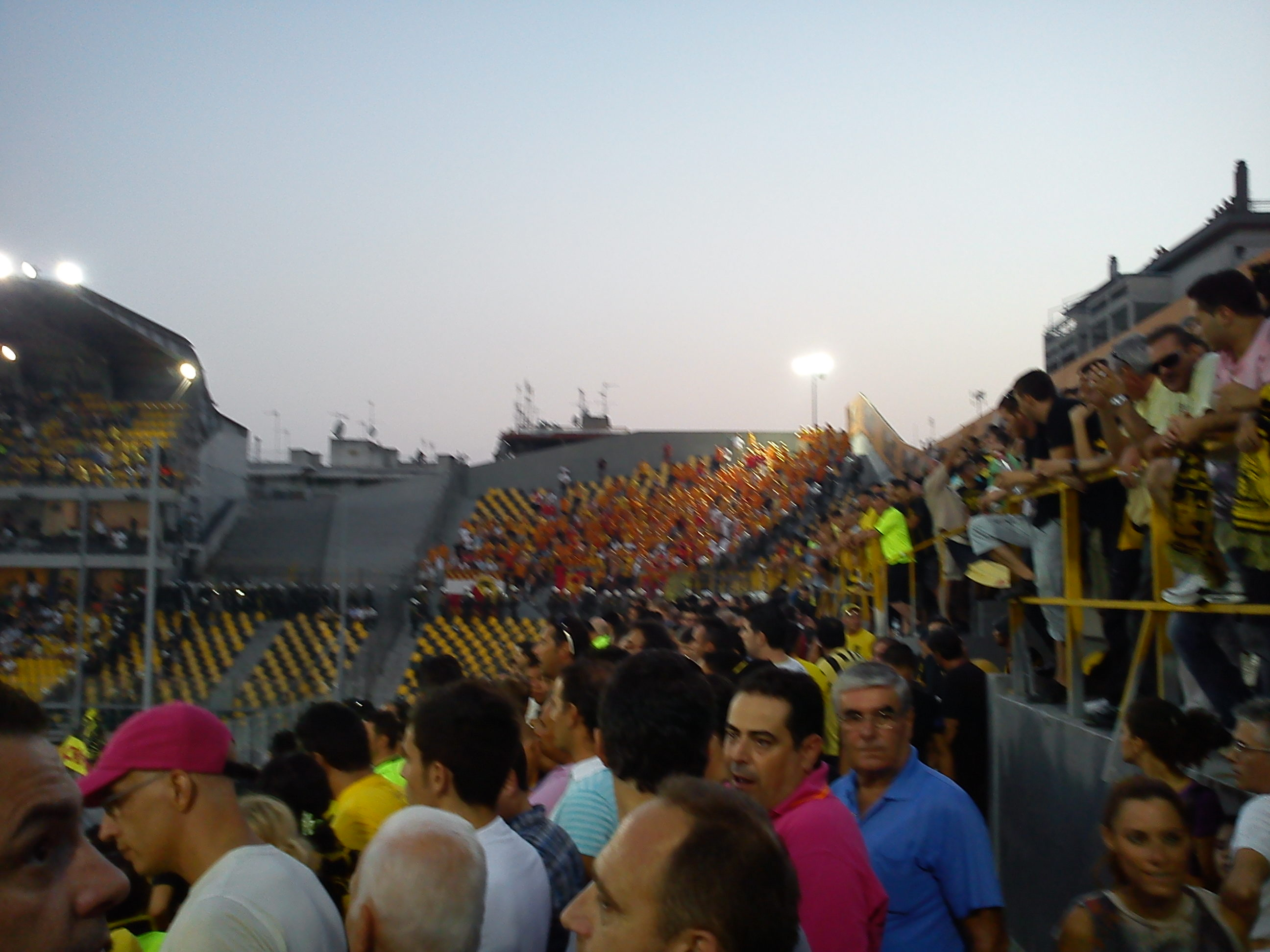
Fans du Jaga en Grèce, en arrière-plan.

Confronté à l'Áris Thessalonique, troisième des playoffs du dernier championnat grec, le Jaga entame très mal son match et encaisse deux buts en sept minutes, marqués par Antonio Calvo Arandes. Il parvient ensuite à revenir au score assez vite, par l'intermédiaire de Rafał Grzyb, mais doit tout de même s'incliner pour le premier match européen de son histoire. Entre les deux manches, Białystok joue et gagne une seconde finale en deux mois, celle de la Supercoupe de Pologne contre le Lech Poznań, grâce à son capitaine Tomasz Frankowski, unique buteur. Décidé à renverser la tendance en Grèce devant ses 346 supporters, le Jaga est tout proche de l'exploit après avoir ouvert le score, mais voit son rêve s'envoler après un penalty injustement donné et transformé par Danijel Cesarec, qui ramène son équipe à égalité et prive le Jagiellonia d'une possible qualification. Pas démoralisés, les joueurs du Jaga entament parfaitement le championnat, et en prennent même la tête à partir de la cinquième journée. À la moitié de la saison, ils possèdent trois points d'avance sur le deuxième et sur le troisième. Cependant, le Jagiellonia cède du terrain et abandonne la première place lors de la dix-septième journée. Longtemps deuxièmes, les joueurs de Michał Probierz, assez inexpérimentés, s'écroulent en toute fin de saison et tombent à la quatrième place, qualificative tout de même pour le premier tour de la Ligue Europa 2011-2012. 
Anonyme durant quatre-vingt-dix ans, le Jagiellonia Białystok joue sa deuxième Coupe d'Europe d'affilée et gagne son premier match européen le 30 juin contre les Kazakhs de l'Irtych Pavlodar. Cependant, le match retour est très mal négocié et se termine sur une défaite qui élimine le club.

### Les différents noms du club
- 1920 : Fondation sous le nom de Wojskowy Klub Sportowy 42 PP
- 1932 : Le club est renommé Białostocki Klub Sportowy Jagiellonia
- 1936 : Le club est renommé Wojskowy Klub Sportowy Jagiellonia
- 1945 : Le club est renommé Jagiellonia Białystok
- 1946 : Le club est renommé Motor Białystok
- 1948 : Le club est renommé Klub Sportowy Wici Białystok
- 1949 : Le club est renommé Związkowiec Białystok
- 1951 : Le club est renommé Klub Sportowy Budowlani Białystok
- 1955 : Le club est renommé Miejski Klub Sportowy Budowlani Jagiellonia Białystok
- 1973 : Le club est renommé MKSB Jagiellonia Białystok
- 1999 : Le club est renommé Jagiellonia Wersal-Podlaski Białystok
- 1999 : Le club est renommé SSA Jagiellonia-Wersal Podlaski Białystok
- 2003 : Le club est renommé SSA Jagiellonia Białystok

## Effectif actuel (2023-2024)
| N° | Nat.                             | Poste | Nom du joueur                                        |
| -- | -------------------------------- | ----- | ---------------------------------------------------- |
| 1  | Drapeau de la Serbie             | G     | Zlatan Alomerović                                    |
| 3  | Drapeau de la Slovénie           | D     | Dušan Stojinović                                     |
| 4  | Drapeau du Kosovo                | D     | Jetmir Haliti                                        |
| 5  | Drapeau de la Bosnie-Herzégovine | D     | Bojan Nastić                                         |
| 6  | Drapeau de la Pologne            | M     | Taras Romanczuk ()                                   |
| 7  | Drapeau de la Pologne            | D     | Dominik Marczuk                                      |
| 8  | Drapeau du Portugal              | M     | Nené                                                 |
| 9  | Drapeau de l'Allemagne           | A     | Kaan Caliskaner (prêté par l'Eintracht Braunschweig) |
| 10 | Drapeau de l'Angola              | A     | Afimico Pululu                                       |
| 11 | Drapeau de l'Espagne             | A     | Jesús Imaz                                           |
| 14 | Drapeau de la Pologne            | M     | Jarosław Kubicki                                     |
| 16 | Drapeau de la Tchéquie           | M     | Michal Sáček                                         |
| 17 | Drapeau de l'Espagne             | D     | Adrián Diéguez                                       |
| 18 | Drapeau de la Pologne            | M     | Tomasz Kupisz                                        |
| 19 | Drapeau de la Pologne            | D     | Paweł Olszewski                                      |

| No. | Nat.                  | Position | Nom du joueur             |
| --- | --------------------- | -------- | ------------------------- |
| 21  | Drapeau de la Pologne | A        | Krzysztof Toporkiewicz    |
| 27  | Drapeau de la Pologne | D        | Bartłomiej Wdowik         |
| 28  | Drapeau de l'Espagne  | A        | José Naranjo              |
| 29  | Drapeau de la Pologne | A        | Michał Samborski          |
| 31  | Drapeau de la Pologne | D        | Michał Ozga               |
| 33  | Drapeau de la Pologne | G        | Bartłomiej Żynel          |
| 36  | Drapeau de la Pologne | D        | Jakub Lewicki             |
| 38  | Drapeau de la Pologne | M        | Damian Wojdakowski        |
| 39  | Drapeau de la France  | M        | Aurélien Nguiamba         |
| 50  | Drapeau de la Pologne | G        | Sławomir Abramowicz       |
| 51  | Drapeau de la Pologne | A        | Alan Rybak                |
| 66  | Drapeau de la Pologne | G        | Miłosz Piekutowski        |
| 72  | Drapeau de la Pologne | D        | Mateusz Skrzypczak        |
| 77  | Drapeau de la Pologne | M        | Wojciech Łaski            |
| 99  | Drapeau de la Norvège | M        | Kristoffer Normann Hansen |

## Bilan sportif

### Palmarès
Très peu présent en première division, le Jagiellonia Białystok est le club d'Ekstraklasa qui possède l'un des plus petits palmarès. Pratiquement vierge plus de quatre-vingts ans après la création du club, il s'est étoffé en 2010, avec la victoire en Coupe de Pologne puis en Supercoupe. Białystok est devenu ainsi le vingtième club à remporter la plus vieille des compétitions polonaises de football, juste derrière le Wisła Płock.
| Compétitions nationales | Compétitions internationales | Compétitions régionales                                  |
| --- | --- | -------------------------------------------------------- |
| - Championnat de Pologne (1) : - Champion : 2024 - Vice-champion : 2017 et 2018 - Championnat de Pologne de deuxième division (1) : - Champion : 1987 - Coupe de Pologne (1) : - Vainqueur : 2010 - Finaliste : 1989, 2019 - Supercoupe de Pologne (2) : - Vainqueur : 2010, 2024 | Néant | - Remes Cup Extra (3) : - Finaliste : 2009, 2010 et 2011 |
| - Championnat de Pologne (1) : - Champion : 2024 - Vice-champion : 2017 et 2018 - Championnat de Pologne de deuxième division (1) : - Champion : 1987 - Coupe de Pologne (1) : - Vainqueur : 2010 - Finaliste : 1989, 2019 - Supercoupe de Pologne (2) : - Vainqueur : 2010, 2024 | Compétitions de jeunes | - Remes Cup Extra (3) : - Finaliste : 2009, 2010 et 2011 |
| - Championnat de Pologne (1) : - Champion : 2024 - Vice-champion : 2017 et 2018 - Championnat de Pologne de deuxième division (1) : - Champion : 1987 - Coupe de Pologne (1) : - Vainqueur : 2010 - Finaliste : 1989, 2019 - Supercoupe de Pologne (2) : - Vainqueur : 2010, 2024 | - Championnat de Pologne -19 ans (4) : - Champion : 1988, 1992, 2004 et 2011 - Championnat de Pologne -17 ans (1) : - Champion : 2000 | - Remes Cup Extra (3) : - Finaliste : 2009, 2010 et 2011 |

### Bilan européen
Note : dans les résultats ci-dessous, le score du club est toujours donné en premier

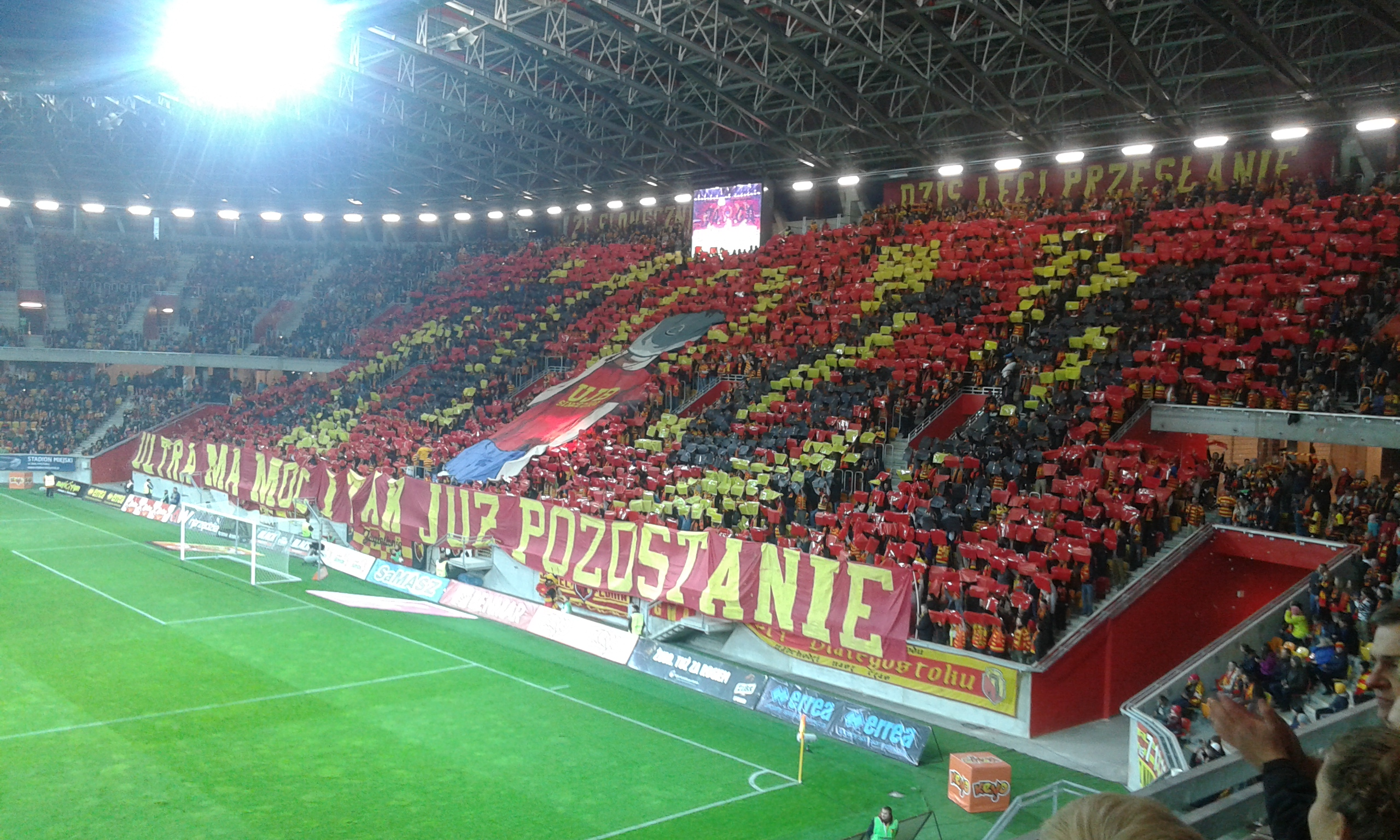
Stade municipal de Białystok

| Saison    | Compétition         | Tour                | Club               | Domicile | Extérieur | Total |
| --------- | ------------------- | ------------------- | ------------------ | -------- | --------- | ----- |
| 2010-2011 | Ligue Europa        | Troisième tour Q    | Aris Salonique     | 1 - 2    | 2 - 2     | 3 - 4 |
| 2011-2012 | Ligue Europa        | Premier tour Q      | Irtych Pavlodar    | 1 - 0    | 0 - 2     | 1 - 2 |
| 2015-2016 | Ligue Europa        | Premier tour Q      | Kruoja Pakruojis   | 8 - 0    | 1 - 0     | 9 - 0 |
| 2015-2016 | Ligue Europa        | Deuxième tour Q     | Omonia Nicosie     | 0 - 0    | 0 - 1     | 0 - 1 |
| 2017-2018 | Ligue Europa        | Premier tour Q      | Dinamo Batoumi     | 4 - 0    | 1 - 0     | 5 - 0 |
| 2017-2018 | Ligue Europa        | Deuxième tour Q     | Qabala FK          | 0 - 2    | 1 - 1     | 1 - 3 |
| 2018-2019 | Ligue Europa        | Deuxième tour Q     | Rio Ave            | 1 - 0    | 4 - 4     | 5 - 4 |
| 2018-2019 | Ligue Europa        | Troisième tour Q    | KAA La Gantoise    | 0 - 1    | 1 - 3     | 1 - 4 |
| 2024-2025 | Ligue des champions | Deuxième tour Q     | FK Panevėžys       | 3 - 1    | 4 - 0     | 7 - 1 |
| 2024-2025 | Ligue des champions | Troisième tour Q    | FK Bodø/Glimt      | 0 - 1    | 1 - 4     | 1 - 5 |
| 2024-2025 | Ligue Europa        | Barrages Q          | Ajax Amsterdam     | 1 - 4    | 0 - 3     | 1 - 7 |
| 2024-2025 | Ligue Conférence    | Phase de ligue      | FC Copenhague      | N/A      | 2 - 1     | 9e    |
| 2024-2025 | Ligue Conférence    | Phase de ligue      | Petrocub Hîncești  | 2 - 0    | N/A       | 9e    |
| 2024-2025 | Ligue Conférence    | Phase de ligue      | Molde FK           | 3 - 0    | N/A       | 9e    |
| 2024-2025 | Ligue Conférence    | Phase de ligue      | NK Celje           | N/A      | 3 - 3     | 9e    |
| 2024-2025 | Ligue Conférence    | Phase de ligue      | FK Mladá Boleslav  | N/A      | 0 - 1     | 9e    |
| 2024-2025 | Ligue Conférence    | Phase de ligue      | Olimpija Ljubljana | 0 - 0    | N/A       | 9e    |
| 2024-2025 | Ligue Conférence    | Barrages            | TSC Bačka Topola   | 3 - 1    | 3 - 1     | 6 - 2 |
| 2024-2025 | Ligue Conférence    | Huitièmes de finale | Cercle Bruges      | 3 - 0    | 0 - 2     | 3 - 2 |
| 2024-2025 | Ligue Conférence    | Quarts de finale    | Real Betis         | 1 - 1    | 0 - 2     | 1 - 3 |
| 2025-2026 | Ligue Conférence    | Deuxième tour Q     | FK Novi Pazar      | 3 - 1    | 2 - 1     | 5 - 2 |
| 2025-2026 | Ligue Conférence    | Troisième tour Q    | Silkeborg IF       | 2 - 2    | 1 - 0     | 3 - 2 |
| 2025-2026 | Ligue Conférence    | Barrages Q          | Dinamo Tirana      | -        | -         | -     |

Légende
- Victoire ou qualification pour le tour suivant
- Match nul
- Défaite ou élimination de la compétition